# جون كينغ (مستكشف)
جون كينغ (بالإنجليزية: John King )‏ (و. 1838 – 1872 م) هو مستكشف، ورحالة أيرلندي، ولد في مقاطعة تيرون، توفي عن عمر يناهز 34 عاماً، بسبب سل.

## التعليم
تعلم في Royal Hibernian Military School ‏
.

## الخدمة العسكرية
خدم في الجيش البريطاني.